# Лі Мін Сон
Лі Мін Сон (кор. 이민성, нар. 23 червня 1973, Кванмьон) — південнокорейський футболіст, що грав на позиції захисника.
Виступав за національну збірну Південної Кореї, у складі якої був учасником двох чемпіонатів світу, а також низки інших міжнародних турнірів.

## Клубна кар'єра
Лі закінчив Університет Аджу в 1995 році. За цей час він захищав кольори команди університету. Першим професійним футбольним клубом у його кар'єрі стала команда з міста Пусан під назвою «Пусан Деу Роялс», яка 2000 року змінила свою назву на «Пусан Ай Конс». У 1996 році Мін Сон дебютував у K-Лізі, а у наступному виграв свій перший титул чемпіона Південної Кореї, а також виграв Кубок корейської ліги Кореї та Кубок Adidas. В сезонах 1999 і 2000 роках виступав за армійську команду «Санджу Санму», після чого повернувся в «Пусан».
У 2003 році Лі змінив колірні кольори і пішов до клубу «Пхохан Стілерс». Він грав у ньому протягом двох років і став віце-чемпіоном Кореї в 2004 році. У 2005 році він переїхав до столиці ФК «Сеул». У 2006 році клуб фінішував на третьому місці в К-Лізі. Завершив професійну кар'єру футболіста виступами за «Сеул» у 2008 році.

## Виступи за збірну
19 лютого 1995 року дебютував в офіційних матчах у складі національної збірної Південної Кореї на Marlboro Dynasty Cup проти збірної Китаю. 
У 1998 році він був у складі збірної на чемпіонаті світу 1998 року у Франції, де зіграв у трьох зустрічах: проти Мексиці (1:3), Нідерландів (0:5) та Бельгії (1:1). 
У лютому 200 року зіграв на Золотому кубку КОНКАКАФ 2000 року у США, де Корея була у статусі гостя, але не змогла вийти з групи, а у жовтні того ж року поїхав на кубок Азії 2000 року у Лівані, на якому команда здобула бронзові нагороди.
Після цього Сон зіграв на домашньому розіграші Кубка конфедерацій 2001 року та чемпіонаті світу 2002 року. Ну другому для себе мундіалі він зіграв останні дві зустрічі своєї команди: півфінал проти Німеччини і матч за 3-тє місце з Туреччиною (2:3).
Останнім великим турніром для Лі став кубок Азії з футболу 2004 року у Китаї.
Протягом кар'єри у національній команді, яка тривала 10 років, провів у формі головної команди країни 64 матчі, забивши 2 голи.

## Титули і досягнення
- Бронзовий призер Кубка Азії: 2000